# Edel Quinn
Edel Mary Quinn (14 de setembro de 1907 — 12 de maio de 1944) foi uma irlandesa missionária católica da Legião de Maria, associação de leigos católicos,  que trabalhou no continente africano. Morreu no Quênia vítima de tuberculose. É venerada pelos católicos segundo decreto do Papa Pio XII de 15 de dezembro de 1944.